# Výbojka
Výbojka je obvykle uzavřená trubice, naplněná směsí různých par a plynů, podle typu výbojky, ve které jsou dvě nebo více elektrod, které umožňují zavedení elektrického proudu do plynové náplně. Hlavní využití výbojek je přeměna elektrické energie na světlo. 

## Druhy výbojek
Podle tlaku plynové náplně výbojky dělíme na vysokotlaké (sodíkové, rtuťové, halogenidové,…) a nízkotlaké (rtuťové, sodíkové). Vlastní těleso výbojky může být ze skla, korundu a podobných materiálů. Mezi výbojky se obvykle řadí i tzv. obloukové lampy. Samotné těleso osvětlovacích výbojek bývá často umístěno v baňce, buď pokryté luminoforem, nebo čiré. Baňka bývá plněna inertní atmosférou, nebo vakuovaná, pro snížení tepelných ztrát.
Rtuťové nízkotlaké výbojky se obvykle označují jako zářivky.
Kromě výbojek určených jako osvětlovací existují výbojky usměrňovací určené k usměrňování střídavého proudu. Jedná se o skleněnou baňku, či v případě větších výbojek o kovovou komoru, vyplněnou inertním plynem (s případnou příměsí par kovového prvku), ve které je izolovaně umístěná žhavá katoda a studená anoda. Obě elektrody jsou vyvedeny skrz baňku ven ke kontaktům na patici. Katodu tvoří nejčastěji silný wolframový drát (žhavený z pomocného zdroje) pokrytý speciální směsí oxidů alkalických prvků schopných emise elektronů (oxidem barnatým, vápenatým a strontnatým). Anoda je buď z uhlíku, niklu, oceli nebo ji tvoří přímo kovová stěna výbojky.
Usměrňovací výbojka se chová v elektrickém obvodu obdobně jako elektronka – dioda. Umožňuje průchod elektronů pouze ve směru od žhavé katody k anodě. V opačném směru nikoliv. Tím po jejím zapojení do obvodu dochází k jednocestnému usměrnění střídavého proudu.
Usměrňovací výbojky se před hromadným nástupem výkonových polovodičů hojně užívaly v průmyslu. Usměrňovací výbojky se pro vyšší napětí plnily nejčastěji čistými parami rtuti, pro nízká napětí pak argonem. Výbojky určené pro velmi malá napětí (používaná např. v nabíječkách autoakumulátorů) se často označovaly termínem tungarové lampy. Jejich předností ve srovnání s klasickou vakuovou diodou byl menší vnitřní odpor a podstatně větší proudová zatížitelnost. Ke stinným stránkám patřila náchylnost na přehřátí plynové náplně a nutnost nažhavit katodu ještě před zapojením anodového proudu.
Další speciální výbojky se používají k omezení přepětí, podobným způsobem jako jiskřiště nebo bleskojistka. Princip činnosti je takový, že při provozním napětí výbojkou proud neprotéká, zápalné napětí výbojky je vyšší. Pokud napětí stoupne nad mez zápalného, začne protékat výbojkou dosti značný proud a napětí se omezí.

## Barvy
Každý plyn v závislosti na jeho struktuře atomu emituje určité vlnové délky, které září v různých barvách světla. Jako způsob hodnocení schopnosti světelného zdroje reprodukovat barvy různých objektů, které jsou osvětlené zdroji, Mezinárodní komise pro osvětlování (CIE) představila index podání barev. Některé plynové výbojky mají relativně nízký CRI, což znamená, že se objeví barvy podstatně odlišné, než je tomu na slunci nebo jiných osvětlení s vysokám CRI.
| plyn                       | barva                                                                                               | Spektrum | Poznámka | Obrázek |
| -------------------------- | --------------------------------------------------------------------------------------------------- | -------- | --- | ------- |
| Helium                     | Bílá až oranžová; za určitých podmínek může být šedá, modrá, nebo zelená-modrá.                     |          | Používané umělci pro speciální účely osvětlení.                                                                                              |         |
| Neon                       | Červená-oranžová                                                                                    |          | Intenzivní světlo. Často používán v neonových nápisech a zářivkách .                                                                         |         |
| Argon                      | Fialová až světle fialově modrá                                                                     |          | Často se používá společně s rtuťovými parami.                                                                                                |         |
| Krypton                    | Světle šedá až zelená. Při vysokých špičkových proudech, jasně modro-bílá.                          |          | Použité umělci pro speciální účely osvětlení.                                                                                                |         |
| Xenon                      | Šedá nebo modro-šedá až bílá. Při vysokých špičkových proudech, velmi světlé zeleno-modrá.          |          | Používá se v blescích, xenonových HID světlometech a xenonových obloukových lampách .                                                        |         |
| Dusík                      | Podobně jako argon, ale méně výrazně, růžovější, při vysokých špičkových proudech jasně modro-bílá. |          | |         |
| Kyslík                     | Fialová až levandulová, slabší než argonové                                                         |          | |         |
| Vodík                      | Levandulová při malých proudech, růžová až purpurová nad 10 mA                                      |          | |         |
| Vodní pára                 | Podobná vodíku, tmavší                                                                              |          | |         |
| Oxid uhličitý              | Modro-bílá až růžová, při nižších proudech jasnější než xenon.                                      |          | Použití v CO2 laserech. |         |
| Rtuťové páry               | Světlo je modré, intenzivní ultrafialové                                                            |          | UV záření je neviditelné, black light. V kombinaci s luminoforem se používá k výrobě mnoha barev světla. Široce používané rtuťovou výbojkou. |         |
| Sodíkové páry (nízký tlak) | Jasně oranžovo-žlutá                                                                                |          | Široké použití v sodíkových výbojkách. |         |

## Některé vyráběné typy
- Tesla RVI
- Tesla RVIG